# スターフォックス64
『スターフォックス64』（スターフォックスろくじゅうよん、Star Fox 64）は、1997年4月27日に任天堂より発売されたNINTENDO 64用3Dシューティングゲーム。スターフォックスシリーズの第2作目。ヨーロッパでのタイトルは『Lylat Wars』で、同年10月20日に、アメリカでは同年7月1日に発売された。
発売当初の定価は振動パックとセットで8,700円（税別）であった。2007年4月17日からはWiiの、2016年8月31日からはWii Uのバーチャルコンソールで配信された。また、『大乱闘スマッシュブラザーズX』では「名作トライアル」というモードで体験版が収録されているほか、2021年10月26日より配信された『NINTENDO 64 Nintendo Classics』にて、本作が初期ソフトの一つとして収録されている。
全世界における本作の売上本数は約400万本以上で、世界一売れたシューティングゲームソフトとしてギネス・ワールド・レコーズに登録されている。
2010年6月に開催されたE3 2010にて、リメイク版としてニンテンドー3DS用ソフト『スターフォックス64 3D』が発表され、日本では2011年7月14日に発売された。

## 概要
自機後方からの視点（またはコックピット視点）で操作するシューティングゲーム。シリーズ2作目であるが、ストーリーとしては前作の続編ではなく、前作のパラレルワールド的展開が繰り広げられる。
ステージ構成は2種類あり、一定のルートをほぼ強制的（ルートに分岐がある場合もある）に進んでボスを倒すスクロールステージと、立方体の箱庭ステージで360度自由に移動できるオールレンジモードがある。またステージによっては、スクロールステージとオールレンジモードが組み合わされている場合もあり、この場合必ずスクロールステージの終点で演出が発生し、オールレンジモードに切り替わる。
難易度はスーパーファミコン版と比べると低めに設定されており、シューティングゲーム初心者でも楽しめるゲームになっている。反面、「チャージ弾」の誘爆で敵を撃破することによりHIT数がさらに加算されるなどの、練習を積むほど高いスコアをたたき出すことができる奥が深いゲーム性も持ち合わせている。
戦闘のシチュエーションやムービーシーンには『スター・ウォーズ』シリーズや『インデペンデンス・デイ』などの有名SF映画や、ガンダムシリーズへのオマージュが多々見られる。
スーパーファミコンで発売中止となった『スターフォックス2』のプロジェクトを受け継いだのが本作である。

### 音声
本作はゲームの開始からエンディングまでキャラクターの会話はプロの声優を使ったフルボイス音声となっている（当時の任天堂のゲームとしては異例の演出）。これは「3Dでは後方から襲い掛かる敵が確認しづらい」といったプレイ時の問題点をスタッフが汲み、解決策として収録されたものである。
ゲームの進行に伴い巧みに変化するリアルタイムの会話、そしてそれを構成するシンプルでありながら非常に濃いセリフがゲームとの圧倒的な一体感を生み出している。ステージ途中で敵や仲間から通信が入るなど、ストーリー展開に引き込まれる演出が織り込まれており臨場感を高めている。
なお、NINTENDO64カートリッジの容量の限界で音声を録音した場合は全ての容量を使っても2分ほどが限界なのだが、本作では音声データを大幅にデータ圧縮して、それによる音質の低下を逆手にとって「無線通信による会話のため混入するノイズ」に聞こえるよう演出することにより、音質低下が不自然でないどころか逆にリアリティを持たせることに成功している。
なお、日本国外版での音声は、北米版には英語音声が収録されているものの、欧州版では話しているように聞こえる効果音と英語音声を選べるようになっており、各言語の音声収録はなかったが、『スターフォックス64 3D』の欧州版では各言語（英語、フランス語、ドイツ語、イタリア語、スペイン語）の吹き替え音声が新規収録されている。

## システム
- プレイヤーは主人公のフォックスが乗るアーウィン（ステージによってはランドマスター、ブルーマリン）を操る。
- 1つの惑星や宙域が1つのステージとなる。プレイヤーは惑星コーネリアのステージから始め、最終的に敵の本拠地であるベノムのステージまでたどり着き、黒幕であるアンドルフを倒す事が目的である。
- 敵の攻撃を受ける、地形にぶつかるなどすると自機のシールド残量が減っていく。シールド残量が0になるとミスで、残機が1つ減る。残機が0の状態でミスをするとゲームオーバーになる。
- 各ステージでは、ストーリー進行とともに課せられる任務を完了すればステージクリアとなる。任務としては、その惑星のボスを倒す、ワープ航法を完了させる、母艦グレートフォックスを狙うミサイルを撃墜するなどがある。また、任務の完了の仕方などにより「ステージ分岐」が発生する事もある。
- ステージクリア後には「作戦終了」か「作戦完了」のどちらかが表示される。「作戦完了」の場合は、もう1つの難しいルートを選択することが可能になる。
  - ルート分岐が無い例：惑星ソーラなど、ルート分岐がないステージはクリアすれば必ず「作戦完了」となり、次のステージは必ず惑星マクベスとなる。それぞれのルートに必ず1つはルート分岐がないステージがある。
  - ルート分岐が有る例（任務達成で作戦完了）：惑星カタリナでは「コーネリア軍の前線基地を守る」という任務が与えられる。制限時間内にボスを倒せず基地を守りきれず破壊されてしまった場合、作戦終了となり、次のステージはセクターXただ1つに決定する。しかしボスを撃破し見事に基地を守りきると、作戦完了となり、プレイヤーは次のステージに惑星ソーラとセクターXのどちらかを選ぶことができるようになる。
  - ルート分岐が有る例（特殊条件で作戦完了）：惑星コーネリアでは、ファルコが戦線にいる状態でステージ途中の岩のリングを全てくぐることで特殊ルートへ行き、ボスを倒した後に作戦完了となり、次のステージにセクターYとメテオのどちらかを選べる。特殊ルートへ行かなかった場合（通常のルート）は作戦終了となり、次のステージはメテオとなる。また、セクターXをワープ航法をクリアした場合は例外として、セクターZかタイタニアの二択となり、マクベスに行くことはできない。
- ステージ選択画面では前ステージと次ステージが赤、黄色、青のいずれかの色のラインで結ばれており、次ステージの難易度を高い方から赤、黄色、青の3色で表している。また、ワープ航法によるクリアでは前ステージと次ステージを結ぶラインの代わりに、前ステージから次ステージに向けて一直線に移動する光で表示される。なおワープ航法ルートは青ルートステージのみに存在する。
- 各ステージで仲間の戦闘離脱がない状態で、敵の撃墜数が一定量を超えると、ステージごとに勲章がもらえる。ステージを進んでいる時に、敵の撃墜数のカウントの文字色が白からオレンジ色に変わると、勲章をもらえる条件を満たしていることになる。なお、アクアスでは仲間が出撃しないため、勲章をもらう条件が敵の撃墜数が一定量を超えるのみとなっている。
- 全てのステージで勲章を取ると、敵の攻撃が激化したり、ウイングの耐久力が低下するなど、難易度がアップしたエクストラモードのプレイ、およびサウンドテストでゲーム中のBGMを聞くことができるようになる。さらにエクストラモードの全ステージで勲章獲得するとタイトル画面が変化する。
- 1ステージで512点以上取るとランキング表示が256点少なくなるというバグがある[注釈 2]。

### SFC版『スターフォックス』との主な相違点
- 宙返りやチャージ弾、チャージでのロックオンなど、アーウィンに新しい機能が追加されている。
  - オールレンジモードの追加に伴い、新たに上昇反転が可能になっている。
- SFC版ではブースト/ブレーキに使うゲージが一度の使用で空になるが、本作では作動時間を手動で調整可能となり、その分だけゲージを消費する。途中でブースト/ブレーキを解除し、ゲージの消費が少なければ短いインターバルで再使用が可能。
- ウィングが受けるダメージに関するシステムの変更。
  - 地形・敵機・実弾兵器に接触すると、それがウィングに直接衝突した場合でなくてもウィングとシールドの両方がダメージを受ける。
  - 光学兵器などが命中した場合、シールドのみダメージを受け、ウィングは破損しない。
  - ウィングが破損するとレーザー強化が失われる。また片方破損すると無操作では真っすぐ進めなくなり、両方破損すると無操作では高度を維持できずにゆっくり降下する。
  - ステージをクリアするとシールドとウィングのダメージがリセットされ、破損したウィングも修復される。
  - レーザー強化アイテムやウィング修復アイテムを取ると、破損していないウィングの耐久力も全回復する。
- スコアシステムの変更。敵機を原則的に1機1点として、撃墜した数がそのまま得点になる。撃墜時のボーナスを加えたものが最終的なスコア（撃墜数）となる。
  - 撃破ボーナスについては、チャージ弾が着弾した際に生じる爆発（直撃弾分を除く）で巻き込んだ敵機の分だけ増加（非撃破でも爆発がヒットすれば増加対象）、特定の敵機撃破、特定行動による敵機撃破等がある。
- 残機システムの変更。
  - コンティニューシステムが廃止。ただしステージクリア時に撃墜数が総計100を超える毎に残機が1機増えるようになり、他にも1UPできるアイテムが登場しているため、リトライできるチャンスは実質的に増加の傾向がある。
  - トップスが廃止され、1UPアイテムを直接入手できる[注釈 3]。
  - 残機を1機消費することで、ステージ攻略中はそのステージを、ステージクリア後のマップ画面では直前のステージを、それぞれやり直すことが可能。残機が残っていない場合に実行すると自発的にゲームオーバーになる。
- 仲間の機体のシステムが大幅変更。
  - ピンチに陥った時に限り一定時間ごとに一定ダメージを受けるのではなく、どのような際も実際に命中した攻撃に応じたダメージを受ける。つまり長時間敵機に追われていても被弾しなけれはシールドはまったく減らず、逆に短時間であっても多く攻撃を受ければそれだけシールドが多く減少する他、敵に追われていなくとも流れ弾を受けた時点でシールドは減少する。
  - 自機が仲間に誤射をした場合でも仲間の機体がダメージを受ける。ただしスマートボムなどの爆発は例外。3DSモードでは誤射してもダメージを受けない。
  - ステージをクリアした時の撃墜数に応じてシールドが回復する（撃墜寸前の瀕死状態から全回復させようとすると400点以上必要となる）。
  - シールドがゼロになると戦線より撤退し、作戦から離脱。戦線離脱した仲間は次のステージに出撃できなくなり、2つ先のステージから戦線復帰する。例外はセクターX及びタイタニアのスリッピー[注釈 4]、アクアス[注釈 5]、エリア6とボルス、ベノム[注釈 6]。
  - 仲間はそれぞれ別々の役割を担当している部分があり、1人が戦線離脱をすると他の仲間だけではカバーしきれない部分がある。また、仲間の有無で出現する敵や挙動、セリフが変わる事もある。
    - 例えばボスのシールド表示には原則的にスリッピーの戦線参加が条件となっている。ただしスリッピーがいなくてもシールド表示されるボス（スターウルフ）や、スリッピーを参戦させていてもシールド表示されないボス（マン・ドリル）もいる。
    - 他にも、ペッピーは敵の弱点や攻略法を教えてくれ、ファルコはオールレンジモード時の生存能力が他二人より高く、ギミックの援護をしてくれたり、コーネリアの作戦完了条件の一つになっている。

## 登場キャラクター

### 「スターフォックス」チーム
恒星ライラット系でアーウィンを主戦力として活躍するやとわれ遊撃隊。惑星探査、重要機密物資の輸送、有事の際の救援と依頼内容は多岐にわたるが、筋の通らない仕事は引き受けない。今回はペパー将軍の依頼で事件の調査とアンドルフ軍の撃退に出撃する。
フォックス・マクラウド
声：里内信夫（N64版）、大原崇（3DS版）
新生「スターフォックス」のリーダー。故郷の惑星パペトゥーンにある宇宙アカデミーでコーネリア防衛軍の士官候補生として学んでいたが、亡き父の後を受け継いで「スターフォックス」のリーダーとなる。リーダーとしてはまだ一人前ではないが、正義感とパイロットとしての腕は確かで、アーウィンのみならず、ランドマスターやブルーマリンの操縦もこなす。18歳。エクストラでは、父親同様サングラス姿になる(ただし、通信画面のみ)。
ファルコ・ランバルディ
声：江川央生（N64版）、高口公介（3DS版）
宇宙暴走族「FREE AS A BIRD（フリー・アズ・ア・バード）」の元ヘッド。戦闘機の操縦に関してはフォックス以上とも噂される腕前で、敵機に後ろを取られてもあまり救援を出してこない。口調はきつくクールに気取っているが、フォックスに厚い信頼を寄せているかなりの熱血漢。19歳。ルート分岐の鍵を握っている他、積極的に敵機を攻撃する。
ペッピー・ヘア
声：麻生智久（N64版）、坂本くんぺい（3DS版）
コーネリア防衛軍士官、初代「スターフォックス」のメンバーを経て現在のチームメンバーとなったベテランパイロット。年齢はメンバーの中で一番上であり、パイロットとしての経験や知識は豊富。亡き親友の息子でもあるフォックスの成長を温かく見守っている。ビビアンという妻がおり、夫婦仲は非常に良好らしい。41歳。操作の指示やボスの倒し方など様々なアドバイスでフォックスをサポートする。
スリッピー・トード
声：頓宮恭子（N64版）、はやみけい（3DS版）
フォックスの宇宙アカデミー在学時代からの親友。パイロットとしての腕はイマイチで、調子に乗ってはすぐ背後を取られ、よく救援を求めてくるが、天性の明るさでチームの雰囲気を盛り上げるムードメーカーとなっている。メカニックに関しては一流であり、敵シールド（体力）の分析やマシンの製造まで出来る。18歳。
ナウス（型番：NUS系064）
声：阪口大助（N64版）、阿部敦（3DS版）
グレートフォックスの専属航宇士ロボット。艦内の管理から航行まですべてを任されており、作戦中に補給物質の投下や援護も行う。スリッピーのメカニック・アシスタントとしても活躍する。なお、型番の“NUS”はNINTENDO64の型番からきている。条件を満たすと、応援してくれることがある。
ジェームズ・マクラウド
声：麻生智久（N64版）、坂本くんぺい（3DS版）
やとわれ遊撃隊「スターフォックス」の創始者であり、初代「スターフォックス」のリーダーを務めたフォックスの父親。ペパー将軍の依頼で惑星ベノムの探査に赴いたが、仲間のピグマの裏切りによりアンドルフの罠に落ち、壮絶な最期を遂げたと報告されている。
ベノム2のアンドルフを倒すと、彼のアーウィンがどこからか現れて出口まで案内してくれるが、無事に脱出するとどこかへ消えてしまうため、本物か幻かを確認する術はなく、彼の消息は謎のままエンディングを迎える。

### 「スターウルフ」チーム
ならず者ばかりのやとわれ遊撃隊。ウルフェンを主力戦闘機としている。表向きはウルフがスターフォックスをライバル視して結成したことになっているが、実態はアンドルフの手先となったピグマが言葉巧みにウルフを担ぎ上げて組織したアンドルフ直属の精鋭部隊。フィチナとボルスではウルフェンに、ベノム2ではウルフェンIIに搭乗しプレイヤーと仲間の後ろについて執拗な攻撃を仕掛ける（後述）。
ウルフ・オドネル
声：江川央生（N64版）、高口公介（3DS版）
「スターウルフ」のリーダー。パイロットの腕はライラット系でも1、2を争う腕前。過去にジェームズ・マクラウドと因縁があり、息子であるフォックスにも並々ならぬライバル意識を燃やしていて、常にフォックスの背後を取る。根っからの悪党だが、潔く度量も大きい親分肌。本人は利用されていることに気付いていない。
レオン・ポワルスキー
声：里内信夫（N64版）、大原崇（3DS版）
「スターウルフ」のスナイパー。血を見るのが何よりも好きで、パイロットの腕前もウルフに次ぐといわれるが、冷酷非情な戦いをするために「殺人マシーン」と称されメンバーからも恐れられている。出自に関しては一切不明で、過去に何らかの組織・機関に属していた記録もなく、他恒星系からの異民族とみられている。スターフォックスとの戦いではエースパイロットであるファルコを狙う。
ピグマ・デンガー
声：郷里大輔（N64版）、最上嗣生（3DS版）
初代「スターフォックス」のメンバー。金のためなら平気で他人を陥れる歪んだ性格で、チームを裏切り、アンドルフと共謀してジェームズを罠に陥れた張本人。以来、アンドルフを皇帝と呼び慕い、パイロット兼エンジニアとして「スターウルフ」チームに所属。陰でチームを操っている。コテコテすぎるほどの大阪弁で話す。戦闘では「昔の仲間」であるペッピーを付け狙う。
アンドリュー・オイッコニー
声：阪口大助（N64版）、阿部敦（3DS版）
アンドルフの甥。未熟でありながらエリート意識が強く、アンドルフの権力を盾に威張っているため、メンバーからの評判も良くない。出来の悪い甥をピグマが押しつけられた形だが、彼がいることによる「スターウルフ」への技術的・経済的バックアップは計り知れないものとなっている。彼は常にスリッピーの背後を付く。

### スポット参戦
特定のステージでのみ5人目のメンバーとしてプレイヤーを支援する2名の戦闘機乗り。ルート分岐の関係でワンプレイにどちらか1名としか会えない。武装はツインレーザーで、シールドは限界まで底上げされているのでプレイヤーがわざと撃ち続けない限り撃墜されない。
ビル・グレイ
声：阪口大助（N64版）、阿部敦（3DS版）
フォックスの宇宙アカデミー在学時代からの友人。惑星「カタリナ」のコーネリア防衛軍カタリナ前線基地空戦部隊長。友情に厚い爽やかな青年士官。味方機を撃ってしまうと怒られる。カタリナでの戦いで味方機を誤射せずにクリアするとクリア時の台詞が変わる。なお、彼を撃墜することも可能だが、撃墜された後も平然とフォックスたちに通信で話し掛けてくる（先述の特殊な台詞も話す）。
キャット・モンロー
声：頓宮恭子（N64版）、はやみけい（3DS版）
ファルコの元暴走族仲間の女性パイロット。色っぽい口調で話す。不意に現れてはスターフォックスを援護してくれる。ファルコに恋心を抱いているが、それを悟られない為に気まぐれな性格を装っている。

### その他の登場人物
ペパー将軍
声：郷里大輔（N64版）、最上嗣生（3DS版）
コーネリア防衛軍司令官。長きにわたって司令長官の地位についており、指令能力や人望の厚さは誰もが疑わない。温厚な性格故にアンドルフを追放処分に留めてしまった事が今回の事件の発端となってしまった。アンドルフ軍の宣戦布告に対し、新生スターフォックスにその殲滅を依頼。
Dr.アンドルフ
声：郷里大輔（N64版）、最上嗣生（3DS版）
元々はコーネリア防衛軍科学研究所の優秀な科学者で、主任にまで上りつめるほどだった。研究していたバイオウェポンを使い、コーネリアを絶滅の危機に陥れたため、辺境の惑星「ベノム」に永久追放された。しかし、ベノムで自ら皇帝を名乗り、強大な軍事力を築きあげて反乱。ライラット系の侵略を企てる。
カイマン
声：里内信夫（N64版）、大原崇（3DS版）
アンドルフ軍の上級兵の一人で、唯一名前が公表されている。アンドルフ軍基地の最終防衛前線、エリア6に配属。実力等は定かではないが、重要エリアを担当している割にスターフォックスが防衛ラインに接近しているのにも気付かず、「こちらカイマン。異常ないっスよ！」と呑気な態度を取っている。
ヤル・デ・ポン
声：なし（N64版）、坂本くんぺい（3DS版）
アーウィンやグレートフォックスなどの開発元「スペースダイナミクス社」の社長だが、裏で武器の密売をしているという黒い噂もある。トレーニングモードのみに登場し、アーウィンの操作法を教える。N64版では唯一ボイスが無いキャラクターだが、3DS版ではボイスが追加されている。

## 主要マシン
ゲームに登場する戦闘機など。
アーウィン
スターフォックスの代名詞とも呼べる超高性能全領域戦闘機。本作から可変翼になっており、後進翼の状態とオールレンジモードでは横に広げる形を取る。高熱惑星のソーラ直上でも飛翔可能であり、スリッピー曰く9000℃までの熱なら保証できるらしい。
ランドマスター
超高性能回転式地対空戦車。地上探索用に開発された小型地圏探査車両を改良したもの。メインカラーは白と青で、アーウィンと同等性能の火力と頑丈な装甲を備えている。攻撃手段はレーザー砲とスマートボム。車両底部に設けられた2つの噴出口によって短時間のホバリングが可能。またどちらか片方の噴出口を使えば、横方向への迅速な側転移動ができる。アーウィンと異なり、このローリングによって電磁波が放射されることはなく、光学兵器を反射することはできない。各人専用車両はなく、1両のみを所有しており、フォックスのみが乗り込んで戦う。
グレートフォックス
超弩級強襲巡洋母艦。やとわれ遊撃隊「スターフォックス」の活動拠点。大型プラズマエンジンを3基搭載しており、惑星間ワープ航行が可能。アーウィン、ランドマスター等を格納し、宇宙空間・大気圏内・海洋を巡航し、各機体の整備用ドックも完備。臨戦時は最前線補給基地としての役割も担う。ジェームズ・マクラウドがスペースダイナミクス社に開発を依頼し、設計段階から関わって完成させた特別仕様艦で、製造費に80年分のローンが組まれている。なおスターフォックスの報酬の一部がこのローン返済に充てられている。2本の主砲を攻撃手段としており、メテオにおいて隕石の破砕に使用されるほか、エリア6で援護射撃をしてくれる。
ブルーマリン
改造潜水艦（正式名称、近距離射程攻撃型潜水艦ブルーマリン）。登場するのは本作のアクアスのみであり、シリーズ全体で後にも先にも一度きりである。
メカニック・エンジニアのスリッピーが廃棄部品や整備部品などを集めて製作した潜水艦。メインカラーはアーウィンと同じ白と青。趣味の産物であるが、アーウィンの整備部品を流用しているため、レーザー砲やローリング機構まで搭載している。ボムやチャージ弾は使えないものの、敵への攻撃と周囲を照らす効果を同時にもたらす「ホーミング照明弾」を無限に発射できる。あくまでも趣味の一環で作ったものであり戦線投入を意図して作られたものではなく、エネルギー消費を考慮して本体照明は微弱なライトのみなので、肉眼での視野の確保はホーミング照明弾のみが頼りとなる。
ウルフェン
スターウルフの主力戦闘機でアーウィンと同じく超高性能全領域戦闘機の肩書を持つ。メインカラーは赤と黒(画面では赤と白)、アンドルフとピグマによるカスタムメイドにつき詳細は不明。アーウィンと同様にG-ディフューザーシステムが搭載されている模様。さらにアーウィンの2枚より多い4枚のグラヴィティプレートも装備しており、その性能は少なくともアーウィンと互角以上のものであると推測されている。
ウルフェンII
ベノム2で登場するウルフェンの改良機。ピグマ曰く「大金をつぎ込んで完成させた」らしく、エンジンが2基、グラヴィティプレートが6枚に増えており、機動力はアーウィンをも上回っている。その上ボムやチャージ弾を自動無力化するバリアやレーザーを弾くローリングが可能になっているほか、レーザーもツインレーザーになり連射速度も上がっている。攻撃に対する防衛行為が非常に強い為、ファルコですらほとんど反撃できない。
コーネリア・ファイター
コーネリア防衛軍の主力戦闘機。メインカラーは白と緑で、レーザーはシングルのみだが、隊長機のみツインレーザー仕様。アーウィンとは違い、G-ディフューザーシステムは非搭載。耐久力は総じて低めでレーザー数発で、チャージ弾なら一発で撃墜してしまう(ただし、隊長機のみ異常に耐久力が高い)。
キャット・ウィング
キャットが愛用する機体。メインカラーはピンク。スピード重視の軽量ボディであるがレーザーはシングルのみ。元はアンドルフ軍の戦闘機を盗んで改造したもの。

## アイテム
シルバーリング
銀色のリング。取るとシールドが少し回復する。N64版の取扱説明書などではサプライリングと表記されている。
ゴールドリング
金色のリング。取るとシールドが少し回復し、3つ集めるとシールドの上限が伸びる（そのステージのみ）。その状態でさらに3つ集めると1UPする。2つめまでは次のステージに持ち越すことができる。N64版の取扱説明書などではシールドリングと表記されている。
ミドルサプライ
銀色の手裏剣のような形のリング。取るとシールドが大幅に回復する。
チェックポイント
青色のリング。取るとシールドが大幅に回復し、以後そのステージで撃墜された場合は残機が残っていればそこからの再スタートになる。
ウイングリペア
破損したウイングを修復できるアイテム。ウイングが破損している場合は、レーザーエナジーがこれに変わる場合もある。破損していないウィングのダメージもリセットされる。
レーザーエナジー
アルファベットのHのような形のアイテム。取るとレーザーがシングル（初期状態）→ツイン→ハイパーの順にパワーアップする。破損していないウィングのダメージもリセットされる。レーザーの強化はアーウィンとブルーマリンのみ適用される。
バトルモードではアーウィンのレーザー攻撃のみならず、メインゲームではレーザー攻撃を強化できないランドマスター、及びパイロットのレーザー攻撃を強化することも可能。
リザーブボム
Bボタンで発射できるスマートボムを補充する。最大所持数は9個まで。発射してからもう一度Ｂボタンを押すと、起爆できる。また、ロックオンした敵を、ボムで撃つこともできる。
1UP
アーウィンをミニチュア化したようなアイテム。アーウィンの残機が1機増える。

## ライラット系
物語の舞台となる恒星系。詳細な設定はスターフォックスシリーズの登場天体・宙域一覧を参照。ここでは本作に関連する事柄について記述する。

### 惑星
コーネリア
豊かな自然環境に恵まれている恒星ライラット系の第4惑星。ライラット系惑星集団の首都として、政治、経済、文化の中心地となっている。コーネリア防衛軍の名声は高く、宇宙平和の象徴的存在となっていたが、ライラット系の大半の惑星を支配下においたアンドルフ軍の侵攻によって市街地は無惨に荒らされ、コーネリア防衛軍の決死の防衛も空しく、占領下におかれようとしている。ここでスターフォックスのファーストミッションが展開される。
ボスはルートによって異なり、都市占領兵器「グランガ」、または惑星間戦闘空母「アタック・キャリア」。
ルート分岐条件は、ファルコが戦線にいる状態で、海上にある岩のリングを全てくぐること。達成できるとファルコが滝の裏の別ルートに先導してくれる。
この惑星は『大乱闘スマッシュブラザーズDX』にステージの1つとして登場し、以降も『大乱闘スマッシュブラザーズ for Wii U』以外において収録され続けている。
フィチナ
地表の約90%が永久凍土と雪に覆われた氷雪の惑星。軍の情報基地が置かれ、常に防衛部隊が駐留していたが、スターフォックスが到着した際は既にアンドルフ軍の侵攻により基地が陥落、情報が漏洩した上、時限爆破装置が仕掛けられた。スターフォックスは時限爆破装置を解除しようとするが、スターウルフによる妨害を受ける。
ボスは初遭遇のスターウルフで、超高性能全領域戦闘機「ウルフェン」4機とのドッグファイトとなる。ルート分岐条件は、時間内にスターウルフを全員倒すこと。時間内に全員倒すとフォックスが基地に着陸し、無事に時限爆破装置の解除に成功する。時間切れの場合、基地は爆破されスターウルフの生存メンバーは撤退。ボルスに行く場合のみ、生存メンバーが再登場する。全員倒した上でボルスに行くと登場しない。
なお、64海外版では惑星の名前がFortunaとなっているが、3DS版ではFichinaに変更された。
カタリナ
海洋の割合こそ少ないものの、肥よくな地表に植物が繁茂し、自然環境に恵まれている惑星。大規模な移民計画に伴い、コーネリアに次ぐ軍事防衛基地の建設計画が進行している。その初期段階として小規模の軍事施設が建設され、フォックスの旧友ビルを隊長とするコーネリア防衛軍が前線基地として常時駐留していたが、アンドルフ軍の執拗な波状攻撃により、防戦一方になっている。
ここでは敵戦闘機の他にビルが率いるバーナード隊とドーベル隊の味方戦闘機も登場し、乱戦となっている。レーダーにはスリッピー、ペッピー、ファルコ、ビル以外の敵味方が全て白い点で表示されており、区別は困難。味方戦闘機を誤射、撃墜しても特にペナルティはないが、1機も撃墜せず作戦完了すると、クリア時にビルとフォックスの特別な会話が聞ける。
なお、このステージのみ、ペッピーが誤って味方を撃墜してしまう会話が存在する。
ボスはUFOを彷彿とさせる外見の超巨大要塞「グレート・ディッシュ」。
ルート分岐条件は、時間内にボスを倒すこと。時間内にボスを倒せないと基地がボスの攻撃を受けて破壊される。
アクアス
惑星の全てが海面であり、陸地が存在しない水の惑星。アンドルフ軍が海中に投入したバイオウェポンによって汚染物質が垂れ流され、それにより海洋生物が巨大・凶暴化しており、貴重な海底遺跡が浸食され、甚大な損失を免れない状況にある。ブルーマリンでプレイする唯一のステージ。このステージでは暗闇の中を進み、ブルーマリンの照明は心もとないので、スマートボムの代わりとなる照明弾を撃ち、先を照らしながら進むこととなる。ステージの途中ではマリンスノーが観測できる。
ボスは貝の姿のバイオウェポン「バクーン」。
水中面という都合上アーウィンは出撃できないため、仲間達はグレートフォックスに待機と同時にアーウィンを修理しており、この面に入った時点で仲間達が全員復活＆シールド全回復する。
ソーラ
ライラット系の中心に位置する惑星。恒星のような姿をしているが、実態はマントル対流層が地表に露出した状態が長年続いている灼熱の惑星である。アンドルフがバイオウェポンの実験を行っている。所々でヘビのようなプロミネンスが吹き上がり、マグマの波が襲い来る。熱気の影響で、常にアーウィンがダメージを受け続け、地表に近づくほど体力の減る速度が速くなる。
ボスは溶岩に覆われた上半身といった外見のバイオウェポン「サンガー」。
カタリナを経由していると道中でビルが現れ、シルバーリングをばらまいてフォックス達を支援してくれる。
ゾネス
海洋の割合が90%を占め、アクアスと共に水の双子星として知られる。元々は有名なリゾート地であり、ペッピーの新婚旅行先はこの惑星だった。しかし、現在はアンドルフのバイオウェポンの汚染にさらされ、かつての面影を全く残さない汚染惑星と化している。水棲生物は巨大・凶暴化しており、アンドルフ軍は海洋補給基地を建設している。キャットが登場し、スターフォックスを援護する。
ボスは違法改造戦艦「サルマリン号」。ボスとしての登場よりも前にも、ステージの道中で何度か潜望鏡でこちらを確認しているのが見える。
ルート分岐条件は、途中で海面に浮いているサーチライトを全て破壊すること。破壊に失敗するとサーチライトが赤くなり、敵増援が多数登場する。ルート分岐のヒントとしてスリッピーとファルコがサーチライトの破壊を勧めてくる。
タイタニア
荒涼たる砂漠と岩山ばかりの惑星。別名「禁断の惑星」。古代人絶滅後、何万年も生き延びた生体兵器や防衛システムが未だに稼働し続けており、異星人の進入を阻んでいる。そのためアンドルフ軍も手が出せず、偵察部隊が上空に駐留しているだけとなっている。戦略上意味の薄い星だが、セクターXから吹っ飛ばされたスリッピーがこの惑星に不時着したため、フォックスがランドマスターを用いてスリッピー救出作戦を行う。このステージに突入した時点でボルスを経由しベノム1に行くことになり、バッドエンドが確定する。
ボスは古代化石獣「ゴラス」。
このステージのストーリーの都合上、例えセクターXで作戦完了して本来のルートからタイタニアにルート変更してもスリッピーは一時的にいない状態になる。
マクベス
豊富な鉱物資源に恵まれ、無数の採掘場を取り巻く工業製品の生産施設とそれを取り巻く居住区が建造され、中規模のコロニーを形成していたが、アンドルフ軍に占領された後は軍事生産補給基地に改造され、兵器の生産・輸送の大半をこの基地が担っている。セクターZで登場する惑星間巡航ミサイル「マン・ドリル」もこの基地から発射されている。この基地は両軍にとって、戦略上の最重要ポイントである。ここでもランドマスターが活躍。ステージ開始直後から輸送列車がランドマスターの左隣を走行しており、道中で攻撃を仕掛けてくる。
ボスは最新鋭凧型実験兵器「ベンジャミン」。
ルート分岐条件は、道中の8つの安全装置を解除し、線路の進路ポイントを切り替えること。暴走した輸送列車は燃料庫に突っ込みボス、基地もろとも破壊できる。ルート分岐のヒントとしてファルコが燃料庫の存在を、ペッピーが進路の切り替え方を教えてくれる。
惑星ゾネスを経由しているとキャットが登場し、ポイント切り替えの手助けをしてくれる。
ベノム
ライラット系の最外縁に位置する荒涼とした辺境の惑星。地表は見渡す限りの岩場と断崖、海は高濃度の硝酸、大気中の酸素濃度も極めて低く生物の棲息には適さず流刑地となっていた。しかし、追放されたアンドルフの手により数年の間に改造され、アンドルフ軍の本拠地となっている。アンドルフの軍事基地は地下に建造されているため、実態がよくつかめていない。しかも張り巡らされた地下輸送網によって、地上のあらゆる場所で迎撃部隊の出動が可能になっている。2種類のステージがあり、ボルスを経由すると「ベノム1」、エリア6から経由すると「ベノム2」になる。勲章はどちらのステージで入手してもよい。また、最終ボス戦は必ずフォックス1人で行くことになる。
ベノム1は通常のステージのように長い道を進んでいく(途中に分かれ道あり)が、ベノム2はベノム1の最後にたどり着く中枢の入り口付近からいきなりスタートし、いきなりボス戦が始まる。
ベノム1のボスは謎の巨大ゴーレム「バムバム」。最終ボスはアンドルフが作り上げた自身の偽者のロボット「アンドルフ・ダミー」。
ベノム2のボスはウルフェンに改良を加えた「ウルフェンII」。最終ボスはアンドルフ本人で、こちらも2つの形態に分かれる。第1形態はダミーと同様。これを倒すと第2形態であり真の姿である「アンドルフ・アイ」と「アンドルフ・ブレイン」となる。
なお、こちらのルートでは撃墜しただけではクリアにはならず、アンドルフは死ぬ寸前に基地の自爆装置を作動させ、プレイヤーはフォックスを導いてくれるジェームズ機を追い掛けて出口まで脱出しなければならない。この際の脱出ルートは複数パターンあり、入ってきた通路をそのまま逆走するわけでは無い。ジェームス機と同じルートを通って脱出する必要があり、ルートを間違えると爆発に巻き込まれてミスとなり、脱出をやり直しとなる。
この惑星は『大乱闘スマッシュブラザーズDX』のステージの1つとして登場した。

### 宙域
鮮やかな星雲が浮かぶ幻想的な宙域だが謎の多い不可解な宙域でもあり、磁場の異常から予想もつかない諸現象が起こる危険地帯になっている。
セクターX
青いXの文字が浮かび上がる謎の宙域。アンドルフは秘密兵器を開発するため、あえてこの危険な宙域に基地を建設していたが、その秘密兵器が開発途中で暴走を起こしたために基地設備のほとんどが壊滅、基地ごと放逐されており自動兵器が残るのみとなっている。
ボスは製造途中で暴走した秘密兵器「HVC-09」。開発途中であるため上半身しか存在していない人型ロボット。
また、かねてから存在の可能性が示唆されていたワープホールを兵器輸送に利用しているという噂があり、実際にセクターZへのワープゾーンが内部に存在している。唯一、「作戦完了」の条件が2つ存在するステージ。どちらの条件でクリアしても、もう一方の作戦完了ルートを選択することは不可能。もう片方のルート分岐は、スリッピーがボスに吹っ飛ばされるイベントが発生する前に倒すこと。
カタリナを経由し、なおかつステージ内分岐でワープゲートがある左ルートを選んだ場合のみビルが登場し、ワープゲートの開錠の手助けをしてくれる。また、ボス戦とそれによるルート分岐の都合で前ステージでスリッピーがやられてもボス戦前で強制復活する。
ワープゲートはレーザーを撃ち込み続けることで蓋が開き、開いた枠の中を通ることで通過となり、これを3回繰り返すとワープ成功となり青い色の空間に入る。空間内では柱状の障害物が回転しており、ぶつからないように避ける必要がある。
セクターY
緑のYの文字が浮かび上がる宙域。惑星コーネリアにもっとも近いこの宙域は磁場の異常が比較的安定しており、ほかのセクターと比較すると事件や事故は少ない。コーネリアへの進軍を図るアンドルフ軍によって緑色の人型パワードスーツロボットの対艦兵器「サルジャー」が投入され、コーネリア防衛軍の艦隊は苦戦を強いられており、フォックス達はコーネリア防衛軍を援護する事になる。道中には青色や赤色の、他よりも耐久力の高いサルジャーも出現する。
ボスはサルジャーの強化型戦闘ロボット「サルデス」2体と新型の「サルデスII」。
冒頭でファルコが「この仕事は高くつくぜ」と言っているが、これはルート分岐のヒントで、100HIT以上でアクアスまたはカタリナに行く。反対に100HIT未満は強制的にカタリナ行きとなる。
セクターZ
赤のZの文字が浮かび上がる宙域。数十年前、ライラット系で一大勢力を誇った宇宙海賊とコーネリア軍が戦った古戦場。そのまま放置された当時の残骸が戦闘の激しさを物語っている。また、磁気の異常が全セクターの中で最も強く、遭難事故の多発地帯として知られている。アンドルフ軍は惑星間巡航ミサイルによる包囲網をこの宙域にしき、スターフォックスを殲滅しようともくろんでおり、戦闘機及び惑星マクベスから撃ち込まれた合計6基の大型ミサイルがグレートフォックスに襲いかかる。
ボスは惑星間巡航ミサイル「マン・ドリル」。惑星ゾネスを経由しているとキャットが登場し、彼女もミサイルの撃墜を手伝ってくれる。
分岐条件は、ミサイルを全て撃破すること。一発でも命中してしまうと主翼の一つが破壊され、その時点でグレートフォックスがステージを離脱し作戦終了、ボルスへ行く事となる。なお、このルートを通った場合エンディングにおいても主翼が破損したままとなっている。
このステージのみ、グレートフォックスが中央に配置されており、後ろ側の穴に入るとグレートフォックス内部に入り、アーウィンを修理して完全回復できる。

### その他
小惑星帯メテオ
惑星コーネリアの公転軌道よりやや外側を公転する小惑星帯で、良質の資源採掘所であり天然防壁の役割も果たしている。コーネリアとフィチナの間に位置している。アンドルフ軍はコーネリアに大規模な援軍を投入するため、メテオに小惑星破壊艇を導入し、進軍ルートの確保をねらっている。また、カタリナへのワープゾーンが存在する。ワープをするには、青い色をしたリングをすべて通過しなければならない。青い色をしたリングを通ることによって、アーウィンの速度が上昇するうえブレーキが一切効かず制御が難しくなるので、成功させるのは難しい。ワープが成功すると赤い色の空間に入る。その空間に入ってしばらく進むと、複数の岩が出現して爆発する。岩が爆発したところには、レーザーエナジー、ボム、シルバーリング、ウィングリペアが大量に出てくる。またしばらく進むと、大きい岩のようなものが出現し、破壊すると大量のゴールドリング、シルバーリング、レーザーエナジー、ボム、ウィングリペアが出てくる（このメテオのワープはとてもボーナスステージ感がある）。なお、難易度エキスパートではアイテムの数が減っている。
ボスは小惑星破壊艇「メテオ・クラッシャー」。
防衛衛星ボルス
惑星ベノムを衛星軌道上で守護するアンドルフ軍の防衛衛星。大口径レーザー兵器プラネットキャノンを装備し、艦隊による突破を不可能にした難攻不落の要塞。上部にコアとそれを守るシールドを発生させるためのシールド・リアクターが設置されている。
ボスはエネルギー融合炉「ボルス・コア」。また、ここでも宿敵スターウルフが登場するが、惑星フィチナを経由している場合はフィチナでプレイヤーが倒し損ねたメンバーのみが登場、惑星フィチナを経由していない場合は全メンバーが登場する。惑星フィチナでスターウルフを撃破しているときは登場しない。あくまでもスターウルフは妨害要員であるため、コアさえ破壊すればステージクリアとなる。
エリア6
辺境の惑星ベノムへの中継ポイントとして設けられた宇宙基地。かつては宇宙農園が造られ、植物の試験栽培などが行われていたが、アンドルフ軍に占領された後は軍の軍事拠点となり、アンドルフ軍の戦艦がひしめく防衛線が三層にわたって張られている。コーネリア防衛軍の戦略会議でも進行不能エリアとみなされ、実質的には戦略から外されている。一方防衛線の厚さから敵側も侵攻に対する意識は薄い盲点でもあった。敵の出現数がかなり多く（ある程度慣れていれば400点以上取ることも可能で、512点以上になるとランキングの点数表示で256点引かれるというバグがある）、グレートフォックスからのレーザーによる支援が受けられる。また、アンドルフからの通信をキャッチする事もできる。
ボスは最終宇宙兵器「デス・ボール」。

## ボス
ボルスを除いた各ステージの最後には必ずアンドルフ軍の特殊な機体との戦闘が待ち構えており、これらを撃破するとステージクリアとなる（ステージによっては倒さなくともクリアとなる場合がある）。スリッピーが出撃している場合はボスのシールド（体力）が表示される。
アンドルフの項目も参照。ボスによっては戦闘中にその機体の操縦者から無線が入ることもあり、声優はその操縦者のものを指す。
都市占領兵器 グランガ
声：江川央生（N64版）、高口公介（3DS版）
コーネリアのボス。コーネリアの都市を破壊、占領するために開発された都市占領兵器。二足で歩行しながら、上部に取り付けられたホーミングミサイル砲などで攻撃する。
オールレンジモードでの戦闘となる。小回りが利く一方で手足は脆く、脚部を片方でも破壊されるとバランスを崩して転倒し、それ以降身動きが取れなくなってしまうという致命的な弱点を持つ。背後のバックパックが弱点。撃破すると操縦者が大声で『アンドルフさまぁ〜〜〜、ごめんちゃい!!』と叫ぶ。
惑星間戦闘空母 アタック・キャリア
声：郷里大輔（N64版）、最上嗣生（3DS版）
コーネリアのボス。プラズマ砲搭載戦艦にミサイルランチャー2基（艦体右側）と発進口を兼ねた艦載機格納庫（艦体左側）を増設した宇宙空母で、SFC版に登場した同名のボスを再現している。
グランガをコーネリアへ運搬してきた艦で、グランガとの戦闘直前にその姿を確認できるが、ある条件を満たしていると追跡、戦闘となる。SFC版同様ミサイルランチャーと艦載機格納庫を備えており、これらを全て破壊すると本体への攻撃が可能となる。
小惑星破壊艇 メテオ・クラッシャー
声：麻生智久（N64版）、坂本くんぺい（3DS版）
メテオのボス。軍の進行ルートを確保するためにメテオに投入された小惑星破壊艇。小惑星や隕石、宇宙ゴミなどの障害物を粉砕する。
3つの形態に分かれており、第1形態では相手からは何もしない。一方で欠けたピザのような形状のシールドで黄色の弱点を守っており、シールドにレーザーが当たるとレーザーを吸収し、3回吸収すると吸収したレーザーのエネルギーを放出して反撃を仕掛けてくる。4か所の黄色の弱点を破壊するとシールドを切り離し、第2形態へ移行。第2形態は電撃攻撃を行う。中央の黄色く発光する部分が弱点で破壊すると前後を反転させて正面を向き、第3形態へ移行。第3形態は主翼に装備された円錐状の武装からリングレーザーを撃つ。上下2つの黄色に発光する弱点を破壊することで撃破となる。
第2形態の終了時に負けを認めたような発言をするが、ファルコに「サルの言うことを信用するのか」と言われた通り、相手の油断を誘うための虚言だった。
戦闘ロボット サルデス、サルデスII
声：麻生智久（N64版）、坂本くんぺい（3DS版）
セクターYのボス。セクターYに投入された人型の戦闘ロボット、サルジャーの強化版。サルデスは金色と銀色の2体存在し、高い機動力を誇り、宇宙空間を自由に動き回って細かい動きで翻弄し、右手に持っている銃で攻撃する。サルデス2体を破壊すると白い塗装のサルデスIIが母艦と共に登場し、カタパルトで発進してフォックスたちと交戦する。
サルデスIIは機動性をより高めた新型の改良機で、ライフルのほかに盾を装備しており、ある程度の攻撃は受け止められてしまうが、盾はシールドを半分減らすと壊れる。また、時折母艦の上に着陸して射撃を仕掛けてくることがあり、動きが止まるため絶好の攻撃チャンスでもある。サルデス・サルデスIIどちらも弱点と呼ぶものは無く、シールド以外はどこを攻撃してもダメージを与えられる。
戦闘はオールレンジモードで行い、最初は2体のサルデスとの戦闘となり、これらを撃破すると引き続いてサルデスIIとの戦闘になる。
なお、海外版では名前が”Shogun”となっている。
超高性能全領域戦闘機 ウルフェン
フィチナのボス。アンドルフとピグマがカスタムメイドしたスターウルフの主力戦闘機で、アーウィンと同じくG-ディフューザーシステムを搭載するなど互角の性能を有する。
全4機でウルフ、レオン、ピグマ、アンドリューが各機に搭乗し、それぞれがフォックス、ファルコ、ペッピー、スリッピーに執拗な攻撃を仕掛けてくる。ある程度ダメージを与えると仲間が反撃に出る。基地の時限爆弾作動までの時間稼ぎが目的であり、戦闘中、時限爆弾のカウントダウンが始まり、時間内に全滅させないとウルフチームは離脱、基地は爆破され作戦失敗となる。
ボルスにも登場。フィチナ経由の場合はフィチナで撃墜しそこなった機が、経由していない場合は全機が増援として現れ、フォックス達を邪魔してくる。行動パターンは同じだが、こちらはフィチナとは異なり攻略には関係しない。
いずれの場合も倒さなくてもクリア自体は可能である。
超巨大要塞 グレート・ディッシュ
カタリナのボス。円盤状の形をしている巨大要塞。
グレート・ディッシュ自体は攻撃を行わないが、4つのハッチから戦闘機を出撃させて増援を送りこんでくる（なおハッチがいくつ残っていても、一度に出撃する敵の数は変わらない）。中心部に大口径レーザー砲を装備しており、都市や基地を一瞬で破壊できる。
一定以上の時間が経過するか、全てのハッチを破壊するとコアが出現し、コアを破壊すると作戦成功となる。制限時間内に破壊できなかった場合はグレート・ディッシュがレーザー砲によって前線基地を破壊して作戦終了となり、強制的にセクターX行きとなる。
なお、コアへの当たり判定は最初から存在するため、ボスの真下で宙返りを行うことなどで貫通すれば、ダメージを与えることもできる。
海外版の名前は”Saucer”(円盤)。
バイオウエポン バクーン
アクアスのボス。2枚貝型の大型バイオウェポン。汚染物質を撒き散らし、海洋生物を巨大・凶暴化させている。また、上殻に「フジツボ」が付けられており、外敵を駆除する「バイオワーム」を寄生させている。貝の上部に寄生している巨大なフジツボから出てくるバイオワームと、貝内部の左右にある砲台が攻撃手段。フジツボは破壊可能。
弱点は中身にある目玉で、このボスにダメージを与えるには、貝柱を破壊する、中央にレーザーで攻撃する、露出した目玉に照明弾を撃つという手順が必要になる。
HVC-09
声：頓宮恭子（N64版）、はやみけい（3DS版）
セクターXのボス。アンドルフ軍がセクターXに建造した自軍基地で極秘に開発していた上半身だけの巨大ロボット。AI制御の無人兵器となる予定だったが、開発中に中枢プログラムが暴走して基地を破壊してしまい、外部装甲を貼らない未完成状態のまま基地ごと放棄されている。完成時の武装は不明だが、作中で交戦した段階ではビーム砲とミサイルアームを装備している。ステージ道中では度々この機体のアームが飛来していくのを確認できる。攻撃手段は頭部のビーム砲からの射撃と、両手の殴打。また時折両腕を切り離しロケットパンチを繰り出してくる。弱点は頭部の黄色い目。
このボスは2つの形態が存在し、体力を半分まで減らすと突然体力が0になり頭部が破壊されてコンピューターが露出し、一時的に機能停止する。その後再起動し、体力が半分まで回復し第2形態へ移行。暴走し瓦礫を投げる攻撃が追加されるほか、挙動が激しくなる。弱点は頭部の破壊で露出したコンピューターそのもの。しばらくするとスリッピーが敵に突撃をかけるが、これを放置するとスリッピーが右腕で弾き飛ばされてタイタニアへ吹っ飛ばされてしまい、強制的にタイタニア行きとなる。なお名前の元ネタはファミリーコンピュータの型番である「Home Video Computer」の略称で、実際のHVC-09は欠番となっている。
海外版では、”Spyborg”となっているが、これは海外版Nintendo Entertainment Systemの型番はNES-001などであり、HVCという型番では無かったためである。
バイオウエポン サンガー
ソーラのボス。ソーラに大規模な地殻変動を起こす為に投入された大型バイオウェポン。超高熱惑星ソーラの環境に適用できる外皮を持つ。自分以外の動くものに対して攻撃衝動を持つよう刷り込まれており、鎌状の腕でプロミネンスやマグマの津波を引き起こし、対象物を攻撃する。腕を破壊されると傷から漏れる超高温の体液や口からの火炎を駆使する。
頭部が弱点だが、先に両腕を破壊しないとダメージが与えられない。
違法改造戦艦 サルマリン号
声：里内信夫（N64版）、大原崇（3DS版）
ゾネスのボス。レーザー攻撃を受け付けない特殊な装甲で覆われた三胴艦で、戦闘だけでなく海洋探査やサルベージ作業などもこなす。パーツが破損、陥落しても主船体後部に搭載されたクレーンで引き揚げて即時修復できるが、逆に言えばクレーンを破壊すれば修復されることはない。武装は左右の船体に搭載された球状の砲弾を発射する2門の大砲と水雷、そして本体に搭載された目標めがけて射出する鎖付きの鉄球と機銃がある。
頑丈な装甲のためレーザーは全く効かず、スマートボムを直撃させることでしかダメージを与えることができない。本体に至ってはボムすら効かないが、左右の船体を脱落させるとレーザーによる攻撃が通るようになる。なお、攻略上ボムが大量に必要となるが、ボムは左右の大砲から発射される砲弾を破壊することで補給することができる。戦艦でありながら潜水する機能を有しており、潜水している時は潜望鏡でこちらを視認しながら攻撃を行う。この潜望鏡はスマートボム2発で破壊することができ、破壊した後は潜水中の攻撃がほとんど当たらなくなる。
古代化石獣 ゴラス
タイタニアのボス。太古からタイタニアに生息する凶暴な魔獣で、タイタニアに墜落したスリッピーを左腕の一つで捕えている。本作に登場するボスの中で唯一、アンドルフ軍が関与していない純粋な生物であるが、生物らしからぬレーザーを装備しており古代人が改造したと考えられている。
尻尾や下2本の鎌状の腕による物理攻撃と上2本の腕によるレーザー攻撃を仕掛け、口からは強力な光線を放つ。胸部の肋骨に覆われた心臓のようなものが弱点で、腕を全て破壊すると肋骨が開き剥き出しの状態になるが、しばらくすると腕は再生してしまう。
最新鋭凧型実験兵器 ベンジャミン
声：郷里大輔（N64版）、最上嗣生（3DS版）
マクベスのボス。スターフォックスが襲撃した輸送列車が輸送していた実験兵器であり、列車の車掌曰く「着いたばかりの積荷」。先頭車両の1つ手前の車両に格納されていたものがスターフォックスの襲撃によってその場で急遽出撃する。先頭車両に凧のように牽引されて気流を利用して飛行、移動することでエネルギーのほとんどを攻撃に使用している。
ベンジャミンとの戦闘中に設置されている安全装置を8本全て撃ってロックを解除し、その後出現するレバーを撃って線路のポイントを切り替えると進路が燃料庫に繋がり、加速していた列車はブレーキをかけるも間に合わずにそのまま燃料庫に突っ込んで大爆発を起こし、ボスや列車、基地ごと完全破壊し『作戦完了』となる。この際、+50の撃墜数ボーナスが得られる。
切り替えに失敗した場合、ベンジャミンを直接撃って倒すことになり、倒すとベンジャミンが列車に向かって吹っ飛んで大爆発を起こし、『作戦終了』になる。
惑星間巡航ミサイル マン・ドリル
セクターZのボス。グレートフォックスを目標にマクベスから発射される惑星間巡航ミサイル。自動索敵追尾システムを搭載しており、目標がどんなに回避しようとも確実に命中させる精度と、どんな巨大戦艦でも2発命中させれば半壊できるだけの破壊力を持つ。
3回に分けて飛来し1、2、3発と数が増えていく。合計で6機出現し、破壊する度に同時に出現する数が増えていく。味方はミサイル迎撃に向かってくれるがミサイルの耐久が高いうえ、途中で高確率で敵機の妨害を受けて追われるのでほとんど自力で破壊しなければならない。なお、仲間がミサイルにとどめを刺した場合は撃墜数はカウントされない。
エネルギー融合炉 ボルス・コア
ボルスのボス。その名の通りボルスのエネルギーコアで、6本のエネルギータワーから供給されるバリアで防御されており、それらが破壊されしばらくすると冷却のため外部に露出する。
円筒状の形に8つの黄色いコアが貼り付けられており、すべてを破壊すると撃破され、ボルスも爆散してクリアとなる。攻撃手段は持っていないがコアを破壊するとエネルギーが漏れ出し、レーザー状に拡散するようになる。
最終宇宙兵器 デス・ボール
エリア6のボス。スターフォックスにエリア6を突破された際に最後に投入された最終宇宙兵器。その名のとおり装甲を閉じた通常形態は巨大なボール型で、装甲の内側にある3つのエネルギー球でバリアを生み出しコアを防御している。実現不可能と言われた次元移動システムを搭載しており、ベノムに突入しようとするスターフォックスの前に突如姿を現す。伸縮、再生自在な3本の触手状のアームや多数のミサイル、艦載機を発進させて攻撃する。またボルスに搭載されていた大口径レーザー兵器「プラネット・キャノン」を装備しており、殻を開いた後少しのチャージを経て、虹色の極太レーザーを発射する。
このボスを倒すには、触手を破壊する、触手の補充の為殻が開いた際に出現する3つのエネルギーボールを破壊するとシールドが消えるので中央を攻撃してダメージを与える、という手順を踏む必要がある。
なお、プラネット・キャノンはビームの色彩が高い上にカラフルであり、目に悪影響を与える危険性があった。そのため、Wiiバーチャルコンソール版、3DS版では色が変更されている。
謎の巨大ゴーレム バムバム
ベノム1のボス。ベノムへの侵入者を神殿の奥へ誘う謎の巨大ゴーレム。自身は攻撃を行わず、一見すると逃げているだけに見えるが、奥へと移動しながら通路内のトラップを作動させて障害物を作り出していき、フォックス達の行く手を阻む。
石像のような姿をしているが、これはただの装甲であり正体はロボットである。倒すには頭部以外の装甲を剥がす、頭部の装甲を剥がす、胴体に出現した赤い弱点を撃つ、と手順を踏む必要がある。
あまりにも長期戦になると行き止まりを作られてアーウィンはそれに激突し、強制ミスとなってしまう。
超高性能全領域戦闘機 ウルフェンII
ベノム2のボス。ウルフェンの改良型。仮に惑星フィチナを経由し、全員倒していても4機全員が登場する。従来のウルフェンよりも機動性がアップしているうえ、ツインレーザー標準装備・ローリング機能・爆発ダメージを無効化するバリアを搭載しており、チャージ弾やボムなどはバリアで完全無効化してしまう。強力な装甲を持つが、時々柱にぶつかり自滅してしまうこともある。通信画面ではスターウルフのメンバーの容姿にサイボーグ化などの一部変化が見られている。
ベノム2の前半は、このウルフェンIIと戦闘するオールレンジモードのステージのみで構成されており、全滅させると後半戦へと進む（撃墜が早ければ+50の撃墜数ボーナスを得ることができ、遅いほど撃墜ボーナスが減少する）。
天才科学者 アンドルフ
ベノム1・2共通のボス。巨大な顔と手のみで、アンドルフ自らが自身に改造を施した姿である。左右の手はパンチや指先からのビームで攻撃し、顔は吸い込んでアーウィンの翼を噛み砕く。弱点は左右の手の平にあるコアと目である。ダメージを与えるには先に手の平のコアを攻撃して両手を破壊してから目を攻撃する必要がある。吸い込むときにボムを打ち込むか先に目を攻撃すると怯んで動きが止まり、手の平のコアを攻撃しやすくなるものの、ダメージは与えられない。
撃墜すると皮膚が剥がれ、爆風の中からステージ毎に異なる以下の正体を現し、ラストバトルへと突入する。
アンドルフ・ダミー
ベノム1の最終ボス。アンドルフの影武者のロボット。突進して噛みついてくるのみ。体力は低く、ボム1発で撃墜できる。
アンドルフ・ブレイン
ベノム2の最終ボス。巨大な脳味噌の姿で、自らをバイオウエポンに改造したアンドルフの真の姿。オールレンジモードでの戦闘となる。弱点は目（アンドルフ・アイ）と小脳の部分。大脳の部分に攻撃すると、背後にワープする。
目をレーザーで伸ばしながら、常に回るように移動している。うかつに本体に近付くと脳の下の触手に捕まり、翼を破壊されるなどのダメージを受けてしまう。

## バトルモード
本編とは別に、最大4人のプレイヤーで対戦ができるモードが用意されている。ステージは、コーネリア、カタリナ、セクターZの3種類から選択できる（本編と同名だが対戦用にアレンジされている）。最初はアーウィンでしか対戦できないが、一定の条件を満たすとランドマスターやマシンから降りたパイロットで対戦することができる（セクターZは陸地が存在しないためアーウィンのみ）。
パイロットでの戦闘は、常に前進し続ける機体の操作と違い3Dアクションの要領で操作する。移動速度は見た目に反して速いが、空中を飛行できるアーウィンと比べると行動範囲は明らかに狭く扱い辛い。またパイロットに関しては清水隆雄曰く「ベノムに突入する第3のルートとして、要塞の中でバズーカを装備したフォックス（パイロット）がアンドルフと戦うステージを企画していたが、納期の都合上パイロットをバトルモードでのみ使用できるようにした」とのこと。パイロットの武器は縞模様の入ったシンプルな筒状の大型バズーカだが、実は正式な名前が無く、限られたポリゴン数の中で絵的なインパクトを優先するためにブラスターではなくこのような大型兵器が生み出された。攻撃力はアーウィンのレーザーよりも高く、チャージ弾が撃てないものの連射性能が非常に高い。また、前述の通りレーザーエナジーを入手すると武器の性能を強化する事ができ、螺旋状の強力なエネルギー弾を放つことが可能。
メインゲームにてエクストラモードをプレイ可能な場合は、メインゲームの表示を「エクストラ」にした状態でバトルモードを選択すれば、エクストラモード仕様の対戦も可能。

## TVCM
広末涼子をメインに据え、総勢約350人の出演者が巨大スクリーンの前で『スターフォックス64』をプレイするという大掛かりなもの。コピーライターの糸井重里がCMを手がけており、広末が「シビレる〜」という台詞を連呼するなど、振動パック対応ソフトであることを強調する内容だった。撮影が行われた場所は幕張メッセ。
約350人の出演者のうち約150人が当時の若手芸人となっており、X-GUN、ネプチューンなどが出演していた。

## 他機種版による主な相違点

### Wiiバーチャルコンソール版
※Wii Uバーチャルコンソール版では振動機能に対応しているほか、明度を下げる代わりにエフェクトに変更はない。
- 振動機能に対応していない。
- 画面全体の点滅表現が半透明になるほど控えめになっている。
- アーウィンのエンジンから噴出する炎のエフェクトが半透明になっている。
- エリア6のボス「デス・ボール」のレーザーの色が淡くなっている。
- ソーラのステージ全体が淡く、プロミネンスが黒い半透明になっている。
- ボルス・コアおよびアンドルフ・ダミー撃破時に明度が下がるフィルターが掛かる。
- ラスボス撃破後、脱出時の画面全体が若干暗くなっている。
- ダメージを受けたときなどの点滅表現が控えめになっている。
- マクベスで線路の進路ポイントを切り替えて燃料庫に突っ込んだ後の点滅表現が削除されている。また、爆発エフェクトが黒くなっている。
- ランキング表示のバグ対策で、1ステージのスコアは511点でカウンターストップする。

### NINTENDO 64 Nintendo Classics版
明度がオリジナル同様になり、Wiiバーチャルコンソール版では改変されていた一部エフェクトや画面全体の点滅表現が全て元通りになった。NINTENDO 64 Nintendo Classics特有の仕様として一部エフェクトの挙動がWii版とは異なるものの、オリジナリティーを損なわれない程度で調整されている。
- ボス撃破時の爆発アニメーションが止まったままになっている。
- メテオ・クラッシャーの電撃の点滅が一度に1回になっている。
- エリア6のボス「デス・ボール」のレーザーのアニメーションがスロー化されている。
- ボルス・コアおよびアンドルフ・ダミー撃破時に掛かるフィルターのタイミングがWii版とは異なる。
- ソーラのプロミネンスに黒い部分がない。
- 特定のステージ（ソーラ、ゾネス、エリア6）ではアーウィンのエンジンエフェクトがオリジナル版の75%、Wii版の半分透明になっている。

## スターフォックス64 3D
『スターフォックス64 3D』（スターフォックスろくじゅうよん スリーディー、Star Fox 64 3D）は、2011年7月14日に任天堂より発売されたニンテンドー3DS専用ソフト。
『スターフォックス64』をニンテンドー3DS向けにリメイクしたもので、グラフィック、サウンド、キャラクターの音声などが一新されているほか、ニンテンドー3DSに搭載されているジャイロセンサーでの操作が可能となっている。
シリーズ第5作目『スターフォックス コマンド』に続き、本作も任天堂情報開発本部及びキュー・ゲームスの共同により制作された。
2012年11月1日より、ニンテンドーeショップにて本作のダウンロード版が販売されている。

### 主な変更点・追加点

#### 変更点
- キャラクターの音声が一新され、声優もすべて変更された[注釈 21]。それに伴い、セリフが追加されたり、一部修正が加えられたりしている。声優は、極力原作キャストに近い声質の人物が選ばれている。なお、一新された理由はペパー将軍やアンドルフなどの音声を担当した郷里大輔が2010年に逝去したためである[18]。ただし、日本国外版の声優は一部を除きN64版から変更されていない。
- トレーニングの内容が変更され、ジャイロ操作の解説や、終了後には障害物にぶつからずにゴールを目指す「最終チェック」など新たなメニューが行われる。
- バトルモードが一新され、新たなルールやステージ、アイテムが追加されたが、ランドマスター及びパイロットは廃止されている。ダウンロードプレイに対応しており、ソフト1本で最大4人までの対戦が可能となっている。対戦中は内カメラで対戦相手の表情を互いに確認し合いながらプレイする仕組みになっている。また、コンピューターとの対戦も可能となっており、コンピューターが操るスターフォックスのメンバーの機体を相手に対戦できる。
- オプションでBGM、効果音、音声の有無を設定できなくなった。また、サウンドテストはメインゲームを1度クリアした時点で解禁されるようになった。
- 視点切り替えのコックピット視点が廃止された。
- N64版で確認されたバグ[注釈 22]が解消された。
- N64版に存在した上記の点滅表現がすべて削除・修正された。

#### 追加点
- ジャイロ操作に対応し、難易度や仕様が調整された「ニンテンドー3DSモード」が追加。また、N64版当時の難易度でプレイできる「ニンテンドウ64モード」も収録されている。ある条件を満たすことで、N64版のエクストラモードと同様の難易度でプレイできる「エクストラモード」も選択可能になる。
- トレーニングモードの解説者であるヤル・デ・ポンに音声が入るようになった。
- メインゲームでクリアしたステージを自由にプレイできるスコアアタックモードが追加された。獲得したスコアに応じて金、銀、銅の勲章が貰える。銀の習得条件がメインモードの勲章に準拠し、金の勲章の取得条件はさらに厳しいものとなっている。また、単独のゲームとして扱われる関係上、あらかじめツインレーザーにパワーアップした状態で入ることも不可能。
- 画面内にて飛行するウルフェン及びウルフェンIIの上部にシールドゲージが表示されるようになった。
- メインゲームでブルーマリンやランドマスターに乗るステージをプレイする際、開始直後に操作説明が入るようになった。
- メインゲームで途中セーブが可能になり、ゲームを途中で終了しても、最後にクリアしたステージから再開可能になった。ただし、「ニンテンドー3DSモード」以外ではゲームオーバーになると、セーブデータが消去される。
- メインゲームの「ニンテンドー3DSモード」に限り、コンティニューが可能になり、ゲームオーバーになっても、最後に到達したステージからやり直すことが可能になった。また、このモードに限り、ゲームオーバーになってもセーブデータは消去されない。
- ボス戦突入の際にボスの名前のテロップが上画面の左下に表示されるようになった。
- ペッピー、スリッピー、ファルコが乗っているアーウィン同士の激突を除き、N64版ではワンパターンだったセリフにバリエーションが加わった。
- 欧州版では、N64で収録できなかったスペイン語、ドイツ語、フランス語、イタリア語の各言語版の吹き替え版が新たに収録されるようになった。